# Ihavandhoo
Ihavandhoo, auch Ihavandu genannt, ist die Hauptinsel im Ihavandhippolhu-Atoll, dem nördlichsten Atoll des Inselstaats Malediven in der Lakkadivensee (Indischer Ozean).

## Geographie
Die flache Insel mit einer Fläche von etwa 62 Hektar liegt im Süden der Lagune, am South West Entrance, der einzigen Passage an der Westseite des Atolls. Sie ist die südlichste der bewohnten Inseln im Ihavandhippolhu-Atoll. 2014 hatte Ihavandhooo 2468 Einwohner.

## Verwaltung
Ihavandhoo gehört zum maledivischen Verwaltungsatoll Thiladhunmathi Uthuruburi, mit der Thaana-Kurzbezeichnung ހއ (Haa Alif bzw. Haa Alifu).